# 東嶽廟 (永和門外)
東嶽廟位於永和門外，今南昌大學醫學院的校區內，廟內原有一座建於明朝萬曆年間的大紅石碑坊。1949年以前坊座都保持完整，坊上刻有無名氏所書的「靈彰萬古」綠色四字，今已不知去向。